# Dieskau (Saxe-Anhalt)
Pour les articles homonymes, voir Dieskau.
Dieskau est un village de Saxe-Anhalt dépendant depuis 2004 de la commune de Kabelsketal, qui se trouve à huit kilomètres au sud-est de la ville de Halle (Saale). Ce village de 3 100 habitants est connu par son château d'architecture Renaissance, entouré d'un parc à l'anglaise de 62 hectares. Le village de Zwintschöna dépend de Dieskau depuis le 1er juillet 1950.
Il est traversé à l'ouest par la Reide. Dieskau est accessible par la route fédérale 6 et l'autoroute fédérale 14.

## Historique
L'endroit est peuplé dès la préhistoire, des objets datant de l'âge du bronze y ayant été découverts. Des tribus sorabes s'installent dans les environs autour de l'an 800, et ils en sont chassés par les Germains quatre-vingts ans plus tard. Un Wasserburg est construit à l'emplacement du château actuel.
L'histoire du village est liée à celle de la famille von Dieskau depuis l'an 1200. Celle-ci en maintient le fief. Le village brûle en 1426 au cours d'une querelle qui oppose les bourgeois de la ville de Halle à l'archevêque de Magdebourg. Le village est mis à sac ainsi que le château par les troupes croates de l'empire d'Autriche en 1636 pendant la guerre de Trente Ans. Le duché de Brunswick, dont fait partie Dieskau, est absorbé par la Prusse en 1648 (traité de Westphalie).
Dieskau, le château et son domaine agricole restent en possession de la famille von Dieskau, jusqu'à son extinction en 1744. Il est acquis par le haut-conseiller Alburg, puis par Carl Christoph von Hoffmann, recteur de l'université de Halle. Le domaine passe à la famille von Bülow au milieu du XIXe siècle. Ils sont expulsés du château en 1945 par les communistes et leurs biens confisqués.
Le village comprend un jardin d'enfants, une école, une maison de retraite et deux hôtels.

## Architecture
- Château de Dieskau
- Église Sainte-Anne (XVIIIe siècle)

## Personnalités nées à Dieskau
- August Dieskau (1805-1889), jardinier
- Karl Wilhelm von Dieskau (1701-1777), général prussien